# Al wat schittert
Al wat schittert (Engelse titel: The Luminaries) is de tweede roman van de Nieuw-Zeelandse schrijfster Eleanor Catton. Het boek won in 2013 de Booker Prize. Op dat moment was deze prestigieuze prijs niet eerder vergeven aan zo'n lijvig boek (832 pagina's) of zo'n jonge auteur (28 jaar). 

## Beschrijving
Al wat schittert is een roman min of meer in de stijl van talloze victoriaanse auteurs en die herinnert aan schrijvers als Charles Dickens. Het verhaal speelt zich in 1866 af in de goudvelden bij Hokitika op het Nieuw-Zeelandse Zuidereiland. Een jonge Schotse gelukzoeker, Walter Moody, raakt verwikkeld in plaatselijke aangelegenheden als hij in de rookkamer van zijn hotel de conversatie van twaalf daar verzamelde mannen aanhoort. Deze personen zijn op de een of andere manier allemaal betrokken bij een aantal merkwaardige gebeurtenissen in de voorbije weken. De twaalf personages vertegenwoordigen elk een teken van de dierenriem. Het hoe en waarom van de vreemde gebeurtenissen wordt in het boek in twaalf steeds korter wordende delen met steeds korter wordende hoofdstukken uiteen gerafeld, met steeds een ander personage als de centrale spil van het verhaal.
Hieronder de twaalf verzamelde mannen met hun bijbehorende sterrenbeeld (negen Europeanen, twee Chinezen en een Maori):
- Te Rau Tauwhare (jadezoeker): Ram
- Charlie Frost (bankbediende): Stier
- Benjamin Löwenthal (krantenman): Tweelingen
- Edgar Clinch (hotelier): Kreeft
- Dick Mannering (goudveldmagnaat): Leeuw
- Quee Long (goudsmid): Maagd
- Harald Nilssen (commissionair): Weegschaal
- Joseph Pritchard (apotheker): Schorpioen
- Thomas Balfour (cargadoor): Boogschutter
- Aubert Gascoigne (rechtbankklerk): Steenbok
- Sook Yongsheng (solitair): Waterman
- Cowell Devlin (predikant): Vissen

Hier komen nog een aantal andere figuren aan bod, die de schrijfster verbindt met een hemellichaam en een daaraan in de astrologie 'verwante' invloed, om te beginnen de speurder Walter Moody (Mercurius, de Rede)
Een alleenwonende man, Crosbie Wells wordt dood in zijn huis aangetroffen; een jonge vrouw, Anna Wetherel (Zon/Maan) wordt laveloos en bewusteloos op straat gevonden; en een jonge goudzoeker, Emery Staines (Maan/Zon) is vermist, drie gebeurtenissen op dezelfde dag.  Er waren verschillende bezoekers in het huis van de dode en er wordt een grote goudschat gevonden.  In de kleedzoom van de vrouw is goud ingenaaid, maar dat scheen zij zelf niet geweten te hebben. De publieke figuren in het stadje zijn de politicus Alistair Lauderback (Jupiter, de Beheersing) en de gevangenenbewaker George Shepard (Saturnus, de Beperking).  Zo begint het verhaal als een klassieke whodunit. Zowat iedereen in het goudzoekersstadje heeft zijn gebreken en kan wel ergens van verdacht worden. Niemand kent de hele waarheid (behalve de verteller). De grens tussen goed en kwaad vervaagt: diefstal, bedrog, wraak, fraude, smokkel, opiumverslaving, moord.  Naar het einde toe valt het verhaal in de plooi, dat wil zeggen: de lezer komt met name te weten in wiens handen het goud allemaal is geweest en wie het uiteindelijk zal krijgen, na een proces waarbij de rechter zich ook maar op een deel van de feiten steunt.  De grootste bedriegers - dat wordt al snel in het verhaal 'duidelijk' gemaakt - zijn Lydia Wells (Venus, de Hartstocht) en Francis Carver (Mars, het Geweld).  Uiteindelijk zullen zij beiden de grootste verliezers worden: de bedriegers bedrogen. Carver wordt zelfs vermoord op de dag van het proces, vreemd genoeg zonder dat iemand (ook de verteller niet) zich afvraagt wie de dader is.  Ook wordt niet duidelijk gemaakt hoe de analfabete Anna de handtekening van haar vriend Emery perfect heeft kunnen nabootsen. Het lijkt op een vorm van magisch realisme. Want de Zon en de Maan, het Buitenste en het Binnenste, schijnen elkaar vanaf het begin gevonden te hebben, zoals blijkt uit het laatste en kortste hoofdstukje onder de titel Al wat schittert. Gaandeweg blijkt hun levensverhaal op (onwaarschijnlijk ?) toeval te berusten. 